# Paliureae
Paliureae es una tribu de arbustos de la familia Rhamnaceae.

## Géneros
Según NCBI
- Hovenia - Paliurus - Sarcomphalus - Ziziphus[1]